# 아벤투라 (음악 그룹)
아벤투라(Aventura)는 미국의 힙합 그룹이다.